# Hafen Rock
L’Hafen Rock o Hafenrock è un festival musicale che si tiene con cadenza annuale ad Amburgo, in Germania dal 1993, in contemporanea all'Hafengeburtstag (compleanno del porto di Amburgo).

## Storia
Il festival si è svolto per la prima volta nel 1993, in contemporanea alle celebrazioni dell'Hafengeburtstag, nell'ex parcheggio per camion in St. Pauli Hafenstrasse. Fin dall'inizio l'intenzione degli organizzatori è stata quella di istituire "Hafen Rock" come un festival indipendente dall'Hafengeburtstag, con un programma separato. In seguito i palchi musicali dell'Hafen Rock si sono spostati nella zona occidentale dell'Hafengeburtstag, direttamente sulla St. Pauli Hafenstrasse, a fianco alla passeggiata dell'Elba.
Hafen Rock ha attualmente tre palchi per i concerti e un programma di supporto. I due palchi più importanti sono l’Astra Hafenrock (rinominato "Beck's stage per motivi di sponsorizzazione) e il palco Jolly Roger, che si trovano uno di fronte all'altro a circa 600 metri di distanza. Un altro palco più piccolo, il Gipsy Lounge, si trova all'incirca a metà tra i due palchi principali.
Il record di visitatori è stato raggiunto nel 2016, con oltre 50.000 persone che hanno partecipato all'evento in quattro giorni.